# Sima (Mwanza)
Sima è una circoscrizione rurale (rural ward) della Tanzania situata nel distretto di Sengerema, regione di Mwanza. Conta una popolazione di 15 477 abitanti (censimento 2012).